# Aberu Kebede

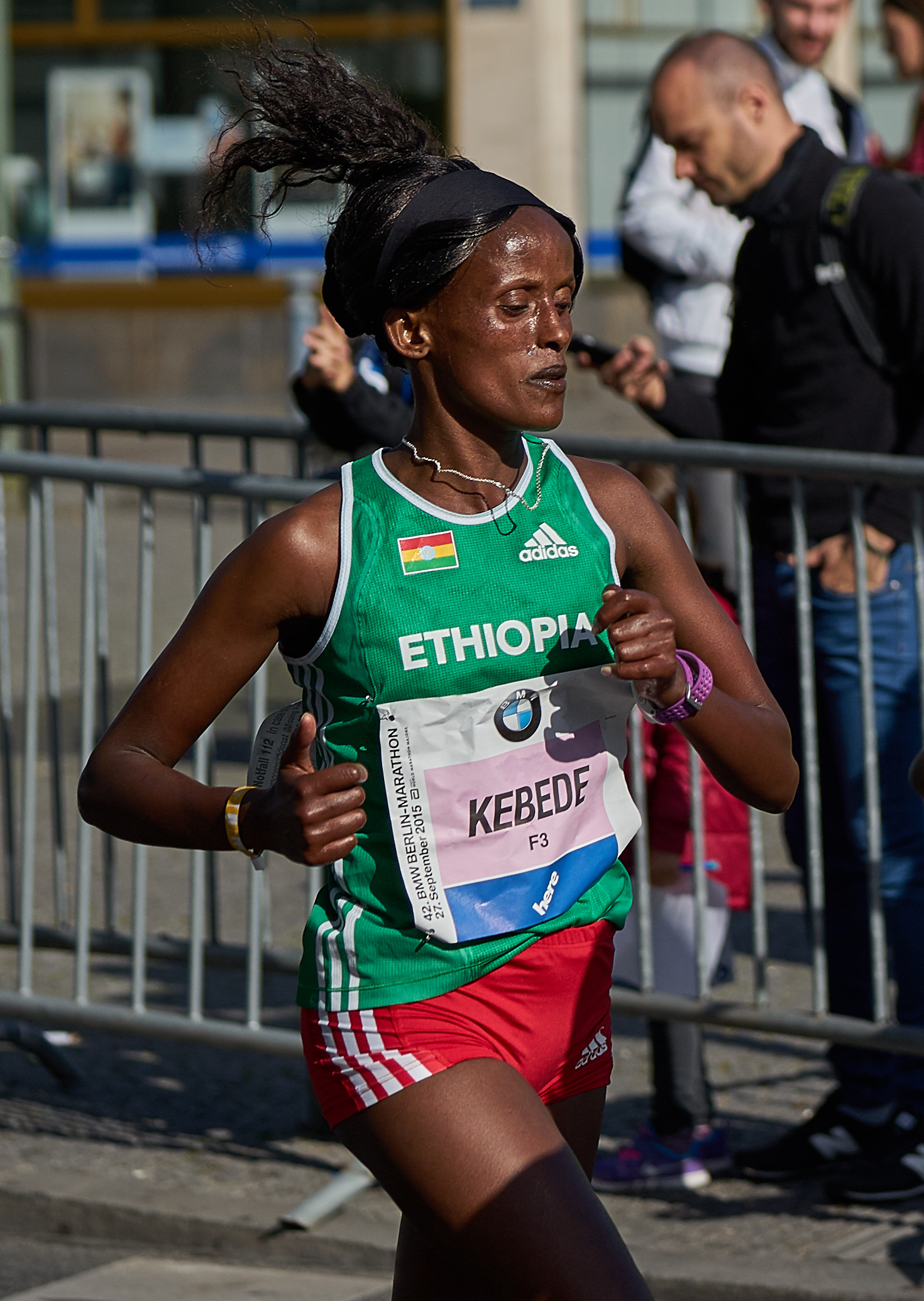
Aberu Kebede beim Berlin-Marathon 2015

Aberu Kebede (amharisch አበሩ ከበደ; * 12. September 1989 in Shewa) ist eine äthiopische Langstreckenläuferin.
Ihr erster großer Erfolg war der Sieg beim Halbmarathon Stramilano 2009. Kurz danach wurde sie äthiopische Meisterin über 10.000 m.
Im Herbst gewann sie bei den Halbmarathon-Weltmeisterschaften in Birmingham Bronze in 1:07:39 h, mit nur einer Sekunde Rückstand auf die zweitplatzierte Philes Moora Ongori, und Silber in der Teamwertung. Beim Delhi-Halbmarathon wurde sie Dritte.
2010 wurde sie bei ihrem Debüt über die 42,195-km-Distanz Zweite beim Dubai-Marathon in 2:24:26 h. Im gleichen Jahr gewann Kebede den Rotterdam-Marathon in 2:25:29 h und den Berlin-Marathon in 2:23:58 h. 2012 konnte Kebede ihren Sieg beim Berlin-Marathon wiederholen. Dabei lief sie in 2:20:30 h persönliche Bestzeit.
2013 gewann sie den Tokio-Marathon in 2:25:34 Stunden. Am 26. Oktober 2014 gewann sie den Frankfurt-Marathon in 2:22:21 h. Zwei Jahre später war sie erneut in Berlin mit einer Zeit von 2:20:45 Stunden erfolgreich.

## Persönliche Bestzeiten
- 3000 m: 9:19,5 min, 17. April 2006, Dschibuti
- 10.000 m: 30:48,26 min, 14. Juni 2009, Utrecht
- Halbmarathon: 1:07:39 h, 11. Oktober 2009, Birmingham
- Marathon: 2:20:30 h, 30. September 2012, Berlin